# Ertuğrul Furkan
Ertuğrul Furkan (* 29. April 1989 in Antalya) ist ein türkischer Fußballtorhüter.

## Karriere
Furkan startete mit dem Vereinsfußball 1999 in der Jugend des Amateurvereins Sidespor und durchlief später die Nachwuchsabteilungen von Kepez Belediyespor und Beşiktaş Istanbul. 2008 wechselte er mit einem Profivertrag ausgestattet zum Viertligisten Balıkesirspor. Hier spielte er zwei Spielzeiten lang ausschließlich für die Reservemannschaft. Erst für die Saison 2010/11 wurde er in den Profikader involviert und machte bis zum Saisonende zwei Drittligaspiele. Ab dem Sommer 2011 wurde er die nächsten zwei Spielzeiten ständig ausgeliehen. Er spielte dann der Reihe nach für die Vereine Bayrampaşaspor, Kepez Belediyespor und Gölcükspor.

## Erfolge
Mit Balıkesirspor
- Vizemeister der TFF 1. Lig und Aufstieg in die Süper Lig: 2013/14
- Vizemeister der TFF 3. Lig und Aufstieg in die TFF 2. Lig: 2009/10